# Usol'e-Sibirskoe
Usol'e-Sibirskoe (anche traslitterata come Usolye-Sibirskoye, Usolie-Sibirskoe o Usolje-Sibirskoje) è una città della Russia nell'Oblast' di Irkutsk, nella Siberia sudorientale; si trova sulla riva sinistra del fiume Angara, lungo la ferrovia Transiberiana, a circa 80 km da Irkutsk. È capoluogo del distretto di Usol'e.
Usol'e-Sibirskoe è una città di origini abbastanza antiche, risalendo al 1669; aveva allora nome semplicemente Usol'e, che mantenne fino al 1940 allorquando fu aggiunto Sibirskoe (della Siberia) per distinguerlo da un'altra Usol'e situata nel Territorio di Perm'; lo status di città arrivò nel 1925.
Lo sviluppo della città, partito nel secondo dopoguerra, è legato all'industria chimica e meccanica; il collasso del sistema sovietico ha portato a una involuzione della città, che ha perso quasi ventimila abitanti dal 1992.

## Società

### Evoluzione demografica
Fonte: mojgorod.ru
- 1897: 3.000
- 1939: 20.000
- 1959: 48.500
- 1970: 86.500
- 1989: 106.500
- 2002: 90.161
- 2006: 86.900